# Fairy Fencer F
Fairy Fencer F (フェアリーフェンサーエフ?, Fearī Fensā Efu) è un videogioco di ruolo del 2013 sviluppato da Compile Heart. Originariamente pubblicato su PlayStation 3 e distribuito fuori dal Giappone da NIS America, il gioco ha ricevuto nel 2015 un porting per Microsoft Windows.
Nel 2015 è stato pubblicato in Giappone Fairy Fencer F: Advent Dark per PlayStation 4, espansione del gioco originale con differenze nella storia, nel gameplay e nei personaggi. Il gioco è stato distribuito in America settentrionale e in Europa, oltre ad essere disponibile su Steam e su Nintendo Switch.
Il 15 settembre 2022 è stato distribuito in Giappone il sequel di Fairy Fencer F, dal titolo Fairy Fencer F: Refrain Chord, per PlayStation 5, PlayStation 4 e Nintendo Switch. Il gioco è stato pubblicato in America settentrionale e in Europa il 25 aprile 2023.